# چنل ای
چنل ای کورپوریشن (انگلیسی: Channel A Corporation; کره‌ای: 주식회사 채널에이; هانجا: 株式會社 채널에이)؛ با نام چنل ای (کره‌ای: 채널A) نیز شناخته می‌شود، یک شبکهٔ تلویزیونی کابلی و شرکت پخش در کره جنوبی است. این شرکت بزرگترین سهام‌دار دونگ-آ مدیا گروپ (DAMG) است که شامل دوازده شرکت وابسته از جمله دونگ-آ ایلبو است. چنل ای در ۱ دسامبر ۲۰۱۱ بنیان‌گذاری شد. نگرش مدیریتی چنل ای «باز و خلاق» (Open & Creative) و شعار آن‌ها «چنل ای، یک بوم نقاشی که رویاهای شمارا نگه می‌دارد» (Channel A, A Canvas that Holds Your Dreams) است. جه‌هو کیم در حال حاضر مدیر عامل اجرایی چنل ای است.
چنل ای، یکی از چهار شبکهٔ تلویزیونی کابلی بنیان‌گذاری شده در کره جنوبی در کنار شبکهٔ جی‌تی‌بی‌سی از جونگ‌آنگ ایلبو، شبکهٔ تی‌وی چوسان از چوسان ایلبو و شبکهٔ ام‌بی‌ان از مه‌ایل کیونگ‌جه در سال ۲۰۱۱ است.